# Kinh tế Iran
Kinh tế Iran là một nền kinh tế đang phát triển, phụ thuộc lớn vào tài nguyên thiên nhiên, đặc biệt là dầu mỏ và khí đốt. Đặc điểm của nó là chưa có sự mở cửa giao thương rộng rãi với thế giới (một phần do các lệnh trừng phạt quốc tế nhắm vào Chương trình Hạt nhân của nước này), nhưng gần đây đang có sự chuyển đổi và mức tăng trưởng nhanh đồng thời có lực lượng lao động gia tăng về số lượng. Tuy nhiên, tỷ lệ thất nghiệp lại khá cao với trên 11%. Theo các chuyên gia, đất nước này cần đạt tốc độ tăng trưởng kinh tế khoảng trên 5%/năm thì mới giải quyết được việc làm cho khoảng 900.000 lao động mới mỗi năm.
Tổng ngân sách được chính phủ phân bổ chi tiêu là 6% cho y tế, 16% cho giáo dục và 8% cho quân sự trong thời kỳ 1992-2000. Tỷ lệ lạm phát hàng năm là 14% trong thời gian 2000-2004. Thâm hụt ngân sách mộtphần là do sự trợ cấp lớn của nhà nước với hơn 80 tỷ đô la Mỹ chỉ tính riêng về năng lượng trong năm 2008 (chiếm khoảng 80% ngân sách).
Chính phủ Iran đang cố gắng để đa dạng hóa nền kinh tế bằng việc đầu tư vào các lĩnh vực bao gồm: lắp ráp ô tô, công nghiệp quốc phòng, điện tử dân dụng, hóa dầu và kỹ thuật hạt nhân. Iran cũng có tiềm năng lớn để phát triển các ngành khai khoáng, du lịch, và ICT.